# Titov Vrv
Titov Vrv (2.747 m s.l.m. - in macedone Титов врв, che significa vetta di Tito) è la montagna più alta dei Monti Šar. Si trova a circa 13 miglia a nord-ovest della città di Tetovo.
La vetta è intitolata a Josip Broz Tito, leader jugoslavo. Prima era chiamata Golem Turčin.